# Protomocoelus triumphator
Protomocoelus triumphator es una especie de coleóptero de la familia Passalidae.

## Distribución geográfica
Habita en las Molucas (Indonesia).